# El Niño
|  | Denne artikel omhandler vejrfænomenet. »El Niño« bruges også som kaldenavn for fodboldspilleren Fernando Torres. |
El Niño er et bånd af varmt havvand, der udvikler sig med ujævne mellemrum i Stillehavet. Det sker i den centrale og østlige ækvatoriale del af Stillehavet mellem den internationale datolinje og 120°V, herunder området ud for Stillehavskysten i Sydamerika. Opvarmningen af denne del af Stillehavet har store konsekvenser for livet i havet, som f.eks. kan ses på fiskeriet, og på det globale klima, som specielt kan ses på at de tilgrænsende landområder hærges af et ændret nedbørsmønster med f.eks. skovbrande, oversvømmelser og mudderskred til følge.
Opvarmningen varer normalt 6-12 måneder og gentager sig med ujævne mellemrum. El Niño-fasen er kendt for at vare mellem tre og fem år; men kan vare op til mellem to og syv år. Mellemtiden kan være med normale temperaturer eller en koldere periode. Den kølige fase kaldes La Niña. Denne vekslen mellem varme og kolde perioder kaldes El Niño sydlige oscillation, eng. El Niño Southern Oscillation, forkortet ENSO. ENSO-cyklussen forårsager store ændringer i temperatur og nedbør ikke bare lokalt men globalt.

## Etymologi
Navnet El Niño kommer fra spansk, og betyder »drengebarnet«. »Drengebarnet« refererer til Jesusbarnet, fordi fænomenet ofte starter omkring juletid udenfor vestkysten af Sydamerika.

## Vejrfænomenerne
Effekten af El Niño er størst for klimaet på den sydlige halvkugle og blev først beskrevet i 1923 af Sir Gilbert Thomas Walker, som har navngivet den til Walkercirkulationen, en vigtig del af ENSO-fænomenet. Den atmosfæriske del af fænomenet kaldes den sydlige oscillation eller SO og omhandler månedlige eller sæsonbaserede svingninger i lufttrykket mellem Tahiti og Darwin i Australien.
ENSO er en sammensat klimafluktuation mellem hav og atmosfære, der opstår som følge af havstrømme og atmosfærisk cirkulation. ENSO er den mest omfattende og kendte mellemårlige variation i vejr og klima i verden, og opstår med to til syv års mellemrum. Ikke alle områder i verden påvirkes, men ENSO mærkes i Stillehavet, Atlanterhavet og Det indiske ocean.
I Stillehavet strækker opvarmningen under en El Niño sig over hele det tropiske Stillehav, og der er en klar sammenhæng med intensiteten i den sydlige oscillation. Mens ENSO-hændelser opstår omtrent samtidig i Stillehavet og Det indiske hav, opstår de først 12 til 18 måneder senere i Atlanterhavet. Mange af landene, der rammes hårdest af ENSO er udviklingslandene i Sydamerika og Afrika, hvor økonomien er afhængig af jordbrug og fisk som hovedkilde til madtilgang, arbejde og eksport til udlandet. Dersom man klarer at varsle ENSO-hændelser i de tre have, kan det få stor global samfundsøkonomisk indvirkning. ENSO er en global og naturlig del af klimaet på Jorden, og om intensiteten eller frekvensen af fænomenet vil ændre sig som følge af global opvarmning er et meget vigtigt spørgsmål. Man har fundet bevis for at fænomenet varierer i løbet af en meget længere tidsskala og man kan have tiår med kraftigere ENSO-hændelser, og andre tider som er roligere.

## Historisk
Den første registrerede El Niño, der opstod i det centrale Stillehav og bevægede sig mod øst, var i 1986. De seneste El Niños fandt sted i 1986-87, 1991-92, 1994-95, 2002-03, 2004-05 og 2009-10.